# Putyszcze
Putyszcze (biał. Пуцішча; ros. Путище) – wieś na Białorusi, w obwodzie brzeskim, w rejonie żabineckim, w sielsowiecie Żabinka.
W dwudziestoleciu międzywojennym wieś leżała w Polsce, w województwie poleskim, w powiecie kobryńskim.